# 小行星1924
小行星1924（1924 Horus）是一颗围绕太阳公转的小行星。1960年9月24日，C. J. 万·豪敦、I. 万·豪敦-格勒内费尔德、T. 赫雷爾斯在帕洛马山发现了此天体。
該小行星以埃及神話的法老守護神荷魯斯命名。
这颗小行星的绝对星等为152.5357923567025等。